# Нік Савіано
Нік Савіано (англ. Nick Saviano; нар. 5 червня 1956) — колишній американський тенісист.
Найвищу одиночну позицію світового рейтингу — 48 місце досяг 12 липня 1978, парну — 94 місце — 2 січня 1984 року.
Здобув 1 одиночний та 3 парні титули.
Найвищим досягненням на турнірах Великого шолома було 4 коло в одиночному розряді.
Завершив кар'єру 1984 року.

## Фінали за кар'єру

### Одиночний розряд (1–2)
| Результат | W/L | Дата     | Турнір                   | Покриття  | Суперник   | Рахунок       |
| --------- | --- | -------- | ------------------------ | --------- | ---------- | ------------- |
| Поразка   | 0–1 | Січ 1978 | Сарасота, США            | Килим (i) | Томаш Шмід | 6–7, 6–0, 5–7 |
| Поразка   | 0–2 | Лис 1980 | Кельн, Західна Німеччина | Килим (i) | Боб Лутц   | 4–6, 0–6      |
| Перемога  | 1–2 | Бер 1983 | Лотарингія, Франція      | Тверде    | Чіп Гупер  | 6–4, 4–6, 6–3 |

### Парний розряд (3–2)
| Результат | W-L | Дата     | Турнір                      | Покриття  | Партнер          | Суперники                     | Рахунок       |
| --------- | --- | -------- | --------------------------- | --------- | ---------------- | ----------------------------- | ------------- |
| Поразка   | 0–1 | Жов 1977 | Перт, Австралія             | Тверде    | Джон Вітлінгер   | Рей Раффелз Аллан Стоун       | 2–6, 1–6      |
| Перемога  | 1–1 | Жов 1979 | Мауї, США                   | Тверде    | Джон Ллойд       | Род Фролі Франсіско Гонсалес  | 7–5, 6–4      |
| Поразка   | 1–2 | Бер 1980 | Сан-Хосе, Коста-Рика        | Тверде    | Ананд Амрітрадж  | Хайме Фійоль Альваро Фільйоль | 2–6, 6–7      |
| Перемога  | 2–2 | Бер 1981 | Штутгарт, Західна Німеччина | Килим (i) | Бастер Моттрам   | Крейґ Едвардс Едді Едвардс    | 3–6, 6–1, 6–2 |
| Перемога  | 3–2 | Жов 1983 | Кельн, Західна Німеччина    | Тверде    | Флорін Сегирчяну | Пол Еннекон Ерік Коріта       | 6–3, 6–4      |